# Emboscada (pel·lícula)
Emboscada (títol original en anglès: Yellowstone Kelly) és un western estatunidenc dirigit per Gordon Douglas estrenat el 1959. Ha estat doblada al català.

## Argument[2]
Luther Kelly, un tramper que ha salvat la vida del cap indi Gall, té l'autorització d'instal·lar trampes en el territori dels Sioux. És ajudat per Ansa Harper. Kelly es nega a guiar l'exèrcit federal a través d'aquest territori. En el camí de tornada, Kelly i Harper són capturats per Sayapi, el nebot de Gall. Els dos trampers aconsegueixen sostreure Wahleeah, una jove índia, de les urpes de Sayapi. Tanmateix, el major Towns, megalòman arribista, boig de ràbia pel rebuig de Kelly, prova d'envair les terres reservades als indis...

## Repartiment
- Clint Walker: Luther "Yellowstone" Kelly
- Edd Byrnes: Anse Harper
- John Russell: Gall
- Ray Danton: Sayapi
- Claude Akins: el sergent
- Rhodes Reason: Major Towns
- Andra Martin: Wahleeah
- Warren Oates: el caporal
- Gary Vinson: el tinent
- Chief Yowlachie (no surt als crèdits): el bruixot
- Harry Shannon

## Al voltant de la pel·lícula
- Rodatge en exteriors a Arizona, a Sedona i a Coconino National Forest.
- «Un bonic western humanista i progressista que tracta l'amor-passió en una magnífica decoració natural. El duo Burt Kennedy-Gordon Douglas llança sobre els indis una mirada compassiva però desproveïda de mièvrerie tot fustigant de passada els arribistes assassins de pell de color de coure. L'anti-Fort Invencible, en suma ».[3]